# Rècords del Tour de França
El Tour de França és una cursa ciclista que se celebra anualment durant 23 dies (21 etapes) de l'estiu -generalment el juliol. Instaurada el 1903 pel diari L'Auto, el tour és la "Gran Volta" més reconeguda i prestigiosa de les tres, essent les altres dues el Giro d'Italia i la Vuelta a España. El recorregut habitual sol oscil·lar al voltant dels 3.500 km i, a més de França, sol visitar alguns països veïns. La prova es divideix en etapes diàries, a la fi de les quals es computa el temps individual de cada ciclista per crear la classificació general que determinarà el vencedor final. Tot i que el recorregut canvia a cada edició, sempre havia acabat a París fins que el 2024 ho va fer a Niça. Per aquest motiu, es va perdre la tradició començada el 1975 de finalitzar la prova als Camps Elisis.
El ciclista amb menys temps a la classificació general vesteix el mallot groc de líder. Hi ha tres altres mallots distintius: el mallot verd, vestit pel líder de la classificació per punts; el maillot à pois rouges per al líder de la classificació de la muntanya; i el mallot blanc, vestit pel líder de la classificació dels joves.
A continuació, es mostren diversos rècords i estadístiques del Tour de França. Els ciclistes en negreta a les taules són encara en actiu.

## Victòries a la classificació general final

### Més victòries a la classificació general
Jacques Anquetil, Eddy Merckx, Bernard Hinault i Miguel Indurain han guanyat el Tour cinc cops cadascú, essent Indurain l'únic que els ha aconseguit de manera consecutiva. Tadej Pogačar ostenta la millor ràtio entre participacions i victòries (100%) davant d'Eddy Merckx (71%) i Fausto Coppi (67%).
Lance Armstrong va ser expulsat de la llista quan va ser considerat culpable de dopar-se i, per tant, se li van retirar les set victòries. Per això, les edicions entre el 1999 i 2005 van quedar sense guanyador en reconeixement del problema de dopatge generalitzat a l'esport durant aquella època.. Si aquests triomfs s'haguessin concedit al segon classificat -tal com foren les de Floyd Landis i d'Alberto Contador-, Jan Ullrich, qui també fou trobat culpable de dopar-se, s'hagués unit a la llista amb 4 triomfs.
| Posició | Ciclista            | País         | Títols | Edicions                     | Participacions |
| ------- | ------------------- | ------------ | ------ | ---------------------------- | -------------- |
| 1       | Jacques Anquetil    | França       | 5      | 1957, 1961, 1962, 1963, 1964 | 8              |
| 1       | Eddy Merckx         | Bèlgica      | 5      | 1969, 1970, 1971, 1972, 1974 | 7              |
| 1       | Bernard Hinault     | França       | 5      | 1978, 1979, 1981, 1982, 1985 | 8              |
| 1       | Miguel Indurain     | Espanya      | 5      | 1991, 1992, 1993, 1994, 1995 | 12             |
| 5       | Christopher Froome  | Regne Unit   | 4      | 2013, 2015, 2016, 2017       | 8              |
| 6       | Philippe Thys       | Bèlgica      | 3      | 1913, 1914, 1920             | 10             |
| 6       | Louison Bobet       | França       | 3      | 1953, 1954, 1955             | 10             |
| 6       | Greg LeMond         | Estats Units | 3      | 1986, 1989, 1990             | 8              |
| 9       | Lucien Petit-Breton | França       | 2      | 1907, 1908                   | 9              |
| 9       | Firmin Lambot       | Bèlgica      | 2      | 1919, 1922                   | 10             |
| 9       | Ottavio Bottecchia  | Itàlia       | 2      | 1924, 1925                   | 4              |
| 9       | Nicolas Frantz      | Luxemburg    | 2      | 1927, 1928                   | 7              |
| 9       | André Leducq        | França       | 2      | 1930, 1932                   | 9              |
| 9       | Antonin Magne       | França       | 2      | 1931, 1934                   | 10             |
| 9       | Sylvère Maes        | Bèlgica      | 2      | 1936, 1939                   | 6              |
| 9       | Gino Bartali        | Itàlia       | 2      | 1938, 1948                   | 8              |
| 9       | Fausto Coppi        | Itàlia       | 2      | 1949, 1952                   | 3              |
| 9       | Bernard Thévenet    | França       | 2      | 1975, 1977                   | 11             |
| 9       | Laurent Fignon      | França       | 2      | 1983, 1984                   | 10             |
| 9       | Alberto Contador[A] | Espanya      | 2      | 2007, 2009                   | 10             |
| 9       | Tadej Pogačar       | Eslovènia    | 3      | 2020, 2021, 2024             | 3              |
| 9       | Jonas Vingegaard    | Dinamarca    | 2      | 2022, 2023                   | 2              |

Eddy Merckx (71%) ostenta la millor ràtio entre participations i victòries, seguit per Fausto Coppi i Jonas Vingegaard (67%).

### Victòries a la classificació general final per nacionalitat
França és el país que ha tingut més ciclistes vencedors (21 ciclistes i 36 Tours), tot i que cap ciclista d'aqusta nacionalitat no el guanya des que Bernard Hinault ho fes per cinquena i última vegada el 1985. Els belgues han aconseguit 18 victòries i els espanyols, 12. El darrer vencedor fou Tadej Pogačar, el primer ciclista eslovè que ho aconseguí.
|    | País          | Victòries | Últim guanyador         |
| -- | ------------- | --------- | ----------------------- |
| 1  | França        | 36        | Bernard Hinault (1985)  |
| 2  | Bèlgica       | 18        | Lucien van Impe (1976)  |
| 3  | Espanya[A]    | 12        | Alberto Contador (2009) |
| 4  | Itàlia        | 10        | Vincenzo Nibali (2014)  |
| 5  | Regne Unit    | 6         | Geraint Thomas (2018)   |
| 6  | Luxemburg     | 5         | Andy Schleck (2010)     |
| 7  | Estats Units  | 3         | Greg Lemond (1990)      |
| 7  | Dinamarca     | 3         | Jonas Vingegaard (2023) |
| 9  | Suïssa        | 2         | Hugo Koblet (1951)      |
| 9  | Països Baixos | 2         | Joop Zoetemelk (1980)   |
| 9  | Eslovènia     | 3         | Tadej Pogačar (2024)    |
| 10 | Irlanda       | 1         | Stephen Roche (1987)    |
| 10 | Alemanya      | 1         | Jan Ullrich (1997)      |
| 10 | Austràlia     | 1         | Cadel Evans (2011)      |
| 10 | Luxemburg     | 1         | Egan Bernal (2019)      |

### Altres estadístiques
Els vencedors més joves del Tour de França són els següents (indicats només els menors de 23 anys):
- Henri Cornet (FRA) (1904), amb 19 anys i 352 dies;
- Tadej Pogačar (SLO) (2020), amb 21 anys i 365 dies;
- François Faber (LUX) (1909), amb 22 anys i 187 dies;
- Egan Bernal (COL) (2019), amb 22 anys i 196 dies;
- Octave Lapize (FRA) (1910), amb 22 anys i 280 dies ;
- Felice Gimondi (ITA) (1965), amb 22 anys i 289 dies;
- Philippe Thys (BEL) (1913), amb 22 anys i 292 dies ;
- Tadej Pogačar (SLO) (2021), amb 22 anys i 300 dies;
- Laurent Fignon (FRA) (1983), amb 22 anys i 346 dies;
- Romain Maes (BEL) (1935), amb 22 anys i 352 dies.

De tots aquests ciclistes, només Philippe Thys i Laurent Fignon van guanyar alguna altra edició després des seus 23 anys.
Els vencedors més veterans del Tour de França són els següents (indicats només els majors de 33 anys):
- Firmin Lambot (1922), amb 36 anys i 131 dies;[5]
- Henri Pélissier (1923), amb 34 anys i 181 dies;
- Cadel Evans (2011), amb 34 anys i 160 dies;
- Gino Bartali (1948), amb 34 anys i 7 dies;
- Lucien Buysse (1926), amb 33 anys i 310 dies;
- Joop Zoetemelk (1980), amb 33 anys i 230 dies;
- Firmin Lambot (1919), amb 33 anys i 135 dies;
- Léon Scieur (1921), amb 33 anys i 127 dies;
- Carlos Sastre (2008), amb 33 anys i 96 dies;

Set d'aquests vuit ciclistes han aconseguit la seva única victòria (o les dues en el cas de Lambot) després de complir els 33 anys. Només Bartali ja havia guanyat un Tour de França prèviament.
Quatre ciclistes foren vencedors en la seva primera participació:
- Maurice Garin (FRA) (1903),
- Jacques Anquetil (FRA) (1957)
- Eddy Merckx (BEL) (1969);
- Tadej Pogačar (SLO) (2020).

Tadej Pogačar, vencedor del Tour de 2020, és el darrer ciclista que ha guanyat la prova en la seva primera participació. A més, també va esdevenir el primer ciclista que guanya els mallots de la general, de la muntanya i dels joves en la mateixa edició; el primer que ho fa dos cops i el primer ciclista que guanya dues etapes de muntanya consecutives amb el mallot groc de líder.
Des que es va implementar el mallot groc per a distingir el líder de la classificació general, en dues ocasions, el guanyador del Tour no l'ha vestit fins al podi final. El 1947, el francès Jean Robic va recuperar un dèficit de tres minuts durant l'etapa final cap a París, de 257 km. El 1968, el neerlandès Jan Janssen va situar-se primer durant la contrarellotge individual de la darrera etapa.
En quatre ocasions, el guanyador del Tour fou un ciclista que es mantingué al capdavant de la classificació general des de la primera etapa fins a la fi de la prova. El francès Maurice Garin ho aconseguí en la primera edició del Tour (1903) i ho va repetir en l'edició següent; però els resultats van ser anul·lats a causa de la generalització de trampes al pilot. L'italià Ottavio Bottecchia va aconseguir mantenir el liderat des del principi a la fi del Tour de 1924. El 1928, el luxemburguès Nicolas Frantz també ho va aconseguir i, a més, els seus companys de podi eren companys del seu equip (Alcyon–Dunlop). El belga Romain Maes també assolí aquesta fita el 1935. Finalment, el francès Jacques Anquetil va esdevenir el líder de la prova de 1961 després de guanyar la contrarellotge individual del segon sector de la primera etapa i ja no va perdre el liderat fins a la fi del Tour. D'altra banda, quatre ciclistes van prendre el liderat del Tour a la segona etapa i ja no el van perdre mai fins a la fi de la cursa.
Només hi ha hagut un ciclista que guanyés el mallot de la muntanya, la classificació combinada, el premi de la combativitat, el premi de la regularitat -actual mallot verd- i el Tour el mateix any. Fou Eddy Merckx, en la seva primera participació (1969). Si la classificació de joves ja hagués existit, també l'haguera guanyada.
René Pottier, Roger Lapébie, Sylvère Maes, Fausto Coppi i Bradley Wiggins van guanyar el Tour de França en la seva darrera participació a la cursa.

## Mésmallots verds
|   | Ciclista                 | Nacionalitat  | Victòries                                    |
| - | ------------------------ | ------------- | -------------------------------------------- |
| 1 | Peter Sagan              | Eslovènia     | 7 (2012, 2013, 2014, 2015, 2016, 2018, 2019) |
| 2 | Erik Zabel               | Alemanya      | 6 (1996, 1997, 1998, 1999, 2000, 2001)       |
| 3 | Sean Kelly               | Irlanda       | 4 (1982, 1983, 1985, 1989)                   |
| 4 | Jan Janssen              | Països Baixos | 3 (1964, 1965, 1967)                         |
| 4 | Eddy Merckx              | Bèlgica       | 3 (1969, 1971, 1972)                         |
| 4 | Freddy Maertens          | Bèlgica       | 3 (1976, 1978, 1981)                         |
| 4 | Djamolidine Abdoujaparov | Uzbekistan    | 3 (1991, 1993, 1994)                         |
| 4 | Robbie McEwen            | Austràlia     | 3 (2002, 2004, 2006)                         |

## Méspremis de la muntanya

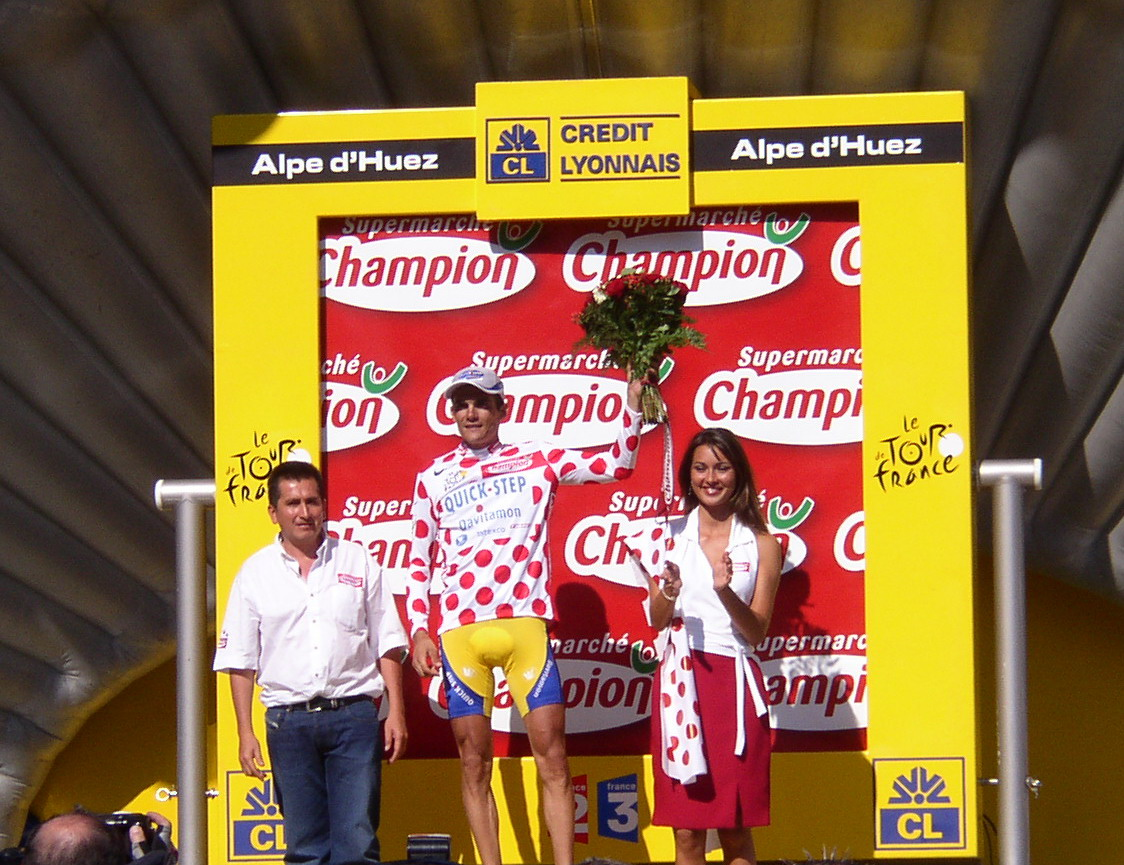
Richard Virenque, vencedor 7 vegades de la classificació de la muntanya.

| Pos. | Nom                 | País    | Victòries | Anys                                     |
| ---- | ------------------- | ------- | --------- | ---------------------------------------- |
| 1    | Richard Virenque    | França  | 7         | 1994, 1995, 1996, 1997, 1999, 2003, 2004 |
| 2    | Federico Bahamontes | Espanya | 6         | 1954, 1958, 1959, 1962, 1963, 1964       |
| 2    | Lucien Van Impe     | Bèlgica | 6         | 1971, 1972, 1975, 1977, 1981, 1983       |
| 4    | Julio Jiménez       | Espanya | 3         | 1965, 1966, 1967                         |

## Més dies portant elmallot groc
|    | Ciclista         | Nacionalitat | Dies |
| -- | ---------------- | ------------ | ---- |
| 1  | Eddy Merckx      | Bèlgica      | 96   |
| 2  | Bernard Hinault  | França       | 75   |
| 3  | Miguel Indurain  | Espanya      | 60   |
| 4  | Chris Froome     | Regne Unit   | 59   |
| 5  | Jacques Anquetil | França       | 50   |
| 6  | Antonin Magne    | França       | 38   |
| 7  | Nicolas Frantz   | Luxemburg    | 37   |
| 7  | Philippe Thijs   | Bèlgica      | 37   |
| 9  | André Leducq     | França       | 35   |
| 10 | Louis Bobet      | França       | 34   |

## Victòries d'etapa
El vencedor d'etapa més jove fou Fabio Battesini, que tenia 19 anys quan va guanyar una etapa al Tour de França de 1931. El vencedor més veterà és Pino Cerami, qui tenia 41 anys quan va guanyar la novena etapa del Tour de 1963.
Mark Cavendish és el ciclista amb més victòries a l'esprint (35, tots els seus triomfs) seguit per André Darrigade i André Leducq (22), François Faber (19) i Eddy Merckx (18).

### Més victòries d'etapa
34 ciclistes han guanyat 10 etapes o més (incloent sectors d'etapa i excloent contrarellotges per equip). Els corredors encara en actiu es marquen en negreta. Quan hi ha diversos ciclistes amb el mateix número de victòries, s'ordenen alfabèticament (per cognom).
| Ordre | Nom                | País          | Victòries |
| ----- | ------------------ | ------------- | --------- |
| 1     | Mark Cavendish     | Regne Unit    | 34        |
| 1     | Eddy Merckx        | Bèlgica       | 34        |
| 3     | Bernard Hinault    | França        | 28        |
| 4     | André Leducq       | França        | 25        |
| 5     | André Darrigade    | França        | 22        |
| 6     | Nicolas Frantz     | Luxemburg     | 20        |
| 7     | François Faber     | Luxemburg     | 19        |
| 8     | Jean Alavoine      | França        | 17        |
| 9     | Jacques Anquetil   | França        | 16        |
| 9     | René Le Grevès     | França        | 16        |
| 9     | Charles Pélissier  | França        | 16        |
| 12    | Freddy Maertens    | Bèlgica       | 15        |
| 13    | Marcel Kittel      | Alemanya      | 14        |
| 14    | Philippe Thys      | Bèlgica       | 13        |
| 14    | Louis Trousselier  | França        | 13        |
| 16    | Gino Bartali       | Itàlia        | 12        |
| 16    | Mario Cipollini    | Itàlia        | 12        |
| 16    | Miguel Indurain    | Espanya       | 12        |
| 16    | Robbie McEwen      | Austràlia     | 12        |
| 16    | Peter Sagan        | Eslovàquia    | 12        |
| 16    | Erik Zabel         | Alemanya      | 12        |
| 22    | Jean Aerts         | Bèlgica       | 11        |
| 22    | Louison Bobet      | França        | 11        |
| 22    | Raffaele Di Paco   | Itàlia        | 11        |
| 22    | André Greipel      | Alemanya      | 11        |
| 22    | Tadej Pogačar      | Eslovènia     | 11        |
| 27    | Maurice Archambaud | França        | 10        |
| 27    | Charly Gaul        | Luxemburg     | 10        |
| 27    | Walter Godefroot   | Bèlgica       | 10        |
| 27    | Thor Hushovd       | Noruega       | 10        |
| 27    | Gerrie Knetemann   | Països Baixos | 10        |
| 27    | Antonin Magne      | França        | 10        |
| 27    | Henri Pélissier    | França        | 10        |
| 27    | Jan Raas           | Països Baixos | 10        |
| 27    | Joop Zoetemelk     | Països Baixos | 10        |

Tres ciclistes han guanyat 8 etapes en un mateix any:
- Charles Pélissier (FRA) (1930, a més 7 segon llocs 3 tercers);[12]
- Eddy Merckx (BEL) (1970, 1974);[13]
- Freddy Maertens (BEL) (1976, a més de 4 segons llocs i 2 tercers);[14]

### Ciclistes que han guanyat en les tres especialitats
Aquests ciclistes han guanyat etapes de muntanya, a l'esprint i de contrarellotge individual en la mateixa edició del Tour.
| Ciclista        | País    | Edició |
| --------------- | ------- | ------ |
| Eddy Merckx     | Bèlgica | 1974   |
| Bernard Hinault | França  | 1979   |
| Wout van Aert   | Bèlgica | 2021   |

### Victòries d'etapa per país
Ciclistes de 33 països han guanyat etapes al Tour de França.
| País          | Etapes |
| ------------- | ------ |
| França        | 711    |
| Bèlgica       | 481    |
| Itàlia        | 271    |
| Països Baixos | 179    |
| Espanya       | 128    |
| Alemanya      | 90     |
| Regne Unit    | 75     |
| Luxemburg     | 70     |
| Suïssa        | 61     |

| País         | Etapes |
| ------------ | ------ |
| Austràlia    | 36     |
| Colòmbia     | 22     |
| Dinamarca    | 21     |
| Noruega      | 19     |
| Estats Units | 19     |
| Irlanda      | 14     |
| Eslovàquia   | 13     |
| Portugal     | 12     |
| Rússia[B]    | 11     |

| País       | Etapes |
| ---------- | ------ |
| Eslovènia  | 11     |
| Uzbekistan | 9      |
| Kazakhstan | 6      |
| Polònia    | 6      |
| Àustria    | 5      |
| Estònia    | 4      |
| Ucraïna    | 4      |
| Txèquia    | 3      |
| Letònia    | 2      |

| País       | Etapes |
| ---------- | ------ |
| Mèxic      | 2      |
| Sud-àfrica | 2      |
| Brasil     | 1      |
| Canadà     | 1      |
| Lituània   | 1      |
| Suècia     | 1      |